# Cryptops gynnis
Cryptops gynnis är en mångfotingart som beskrevs av Chamberlin 1956. Cryptops gynnis ingår i släktet Cryptops och familjen Cryptopidae. Inga underarter finns listade i Catalogue of Life.